# Division d'Oran
La division d'Oran est une division d'infanterie de l'Armée de terre française, qui fait notamment partie du 19e corps d'armée basé en Algérie. Elle regroupe les troupes de l'Armée d'Afrique en garnison dans la région d'Oran. Elle est dissoute en 1964.

## Création et différentes dénominations
- ? : division d'Oran
- septembre 1939 : dissolution, forme des divisions d'infanterie d'Afrique
- 1940 : recréé dans l'Armée d'Armistice comme division territoriale d'Oran
- mai 1943 : devient division de marche d'Oran
- juin 1943 : dissolution
- février 1946 : division territoriale d'Oran
- mars 1956 : prend le nom de division militaire d'Oran
- mars 1957 : prend le nom de corps d'armée d'Oran
- juillet 1962 : prend le nom de 24e corps d'armée
- janvier 1963 : devient 4e division
- juin 1964 : dissolution de la 4e division

## Historique des garnisons, campagnes et batailles

### 1914 - 1939
En 1914, la division d'Oran est constituée de deux brigades :
- 2e brigade d'Algérie (Oran) :
  - 2e régiment de zouaves, à Oran,
  - 2e régiment de tirailleurs algériens, à Mostaganem ;
- 4e brigade d'Algérie (Tlemcen) :
  - 1er régiment étranger d'infanterie, à Sidi Bel Abbès,
  - 2e régiment étranger d'infanterie, à Saïda,
  - 1er bataillon d'infanterie légère d'Afrique, à Marnia,
  - 6e régiment de tirailleurs algériens, à Tlemcen.

En août 1939, la division est toujours organisée avec deux brigades :
- 2e brigade d'infanterie algérienne (Oran) :
  - 2e régiment de zouaves, à Oran et Nemours,
  - un bataillon du 13e régiment de tirailleurs sénégalais à Oran,
  - 1er régiment étranger d'infanterie, à Sidi Bel Abbès,
- 4e brigade d'infanterie algérienne (Tlemcen) :
  - 2e régiment de tirailleurs algériens, à Mostaganem, Tiaret et Mascara ;
  - 6e régiment de tirailleurs algériens, à Tlemcen, Oran et Marnia.

### Seconde Guerre mondiale
À la mobilisation, la division est dissoute. Elle met notamment sur pied la 82e division d'infanterie d'Afrique.
Elle est recréée en 1940 dans l'Armée d'Armistice. Elle est alors constituée des unités suivantes :
- 2e brigade d'infanterie d'Algérie (Oran) :
  - 2e régiment de zouaves, à Oran,
  - 2e régiment de tirailleurs algériens, à Mostaganem, Oran et Tiaret ;
- 4e brigade d'infanterie d'Algérie (Tlemcen) :
  - 6e régiment de tirailleurs algériens, à Tlemcen, Marnia et Nemours,
  - 3e bataillon du 1er régiment étranger d'infanterie, à Aïn Sefra,
  - Dépôt de la Légion étrangère, à Sidi Bel Abbès ;
- 2e brigade de cavalerie d'Algérie (Mascara) :
  - 2e régiment de spahis algériens, à Tlemcen et Colomb-Béchar,
  - 2e régiment de chasseurs d'Afrique, à Oran,
  - 9e régiment de chasseurs d'Afrique à Mascara ;
- Artillerie :
  - 66e régiment d'artillerie d'Afrique à Oran,
  - 68e régiment d'artillerie d'Afrique à Tlemcen, Sidi Bel Abbès et Mascara ;
- 28e escadron du train,
- groupe d'escadrons de la 7e légion de la Garde.

La division d'Oran s'oppose au 2e corps d'armée américain pendant l'opération Torch,. Puis ses éléments sont ensuite, à partir du 15 novembre 1942, envoyés à la frontière de la Tunisie envahie par l'Axe. Ses éléments deviennent la division de marche d'Oran le 1er mai 1943 au début de l'offensive alliée en Tunisie,. Elle est alors constituée des unités suivantes,, :
- 2e régiment de tirailleurs algériens,

- 6e régiment de tirailleurs algériens,
- 15e régiment de tirailleurs sénégalais,
- 1er régiment étranger d'infanterie,
- Artillerie : 
  - 1re et 3e groupes du 62e régiment d'artillerie d'Afrique,
  - 2e groupe du 66e régiment d'artillerie d'Afrique,
  - 1re groupe du 68e régiment d'artillerie d'Afrique,
  - 411e groupe antiaérien,
  - 412e groupe antiaérien.

La division de marche d'Oran piétine devant Pont-du-Fahs, qu'elle prend le 7 mai. Elle est ensuite créditée de l'encerclement du djebel Oust le 9 mai et du djebel Zaghouan le 13,. Elle est dissoute le 30 juin 1943, une partie de ses éléments rejoignant la 8e division d'infanterie algérienne.
Constitution de la 8e division d'infanterie algérienne 
La division est constituée le 24 juin 1943 à partir de la Division de Marche d'Oran, elle comprend les unités suivantes :
- 2e régiment de tirailleurs algériens
- 6e régiment de tirailleurs algériens
- 9e régiment de zouaves
- 2e régiment de spahis algériens
- 66e régiment d'artillerie d'Afrique

À la suite du refus américain de livrer l'équipement de la division, elle est dissoute le 1 novembre 1944.

### L’après Seconde Guerre mondiale
En 1946, le 19e corps d'armée devient la 10e région militaire. La division territoriale d'Oran lui reste attachée. Elle recoupe les arrondissements d'Oran, de Sidi Bel Abbès, de Mascara, de Mostaganem, de Tiaret et de Tlemcen. Dès janvier 1949, la division d'Alger est réorganisée : son état-major est déplacé d'Oran à Tlemcen pour se rapprocher des zones de potentiels troubles.
Le 17 mars 1956, la division territoriale d'Oran prend le nom de division militaire d'Oran. À la fin de l'été 1956, la division est organisée comme suit :
- secteur opérationnel d'Aïn-Témouchet (SOAT), avec la 29e division d'infanterie,
- zone opérationnelle de Tlemcen (ZOT), avec la 12e division d'infanterie et la 5e division blindée,
- secteur opérationnel Centre Oranie (SOCO), avec la 13e division d'infanterie,
- secteur opérationnel Est Oranie avec la 4e division d'infanterie motorisée.

Ces secteurs et zones opérationnels ne recoupaient pas les subdivisions territoriales.
La division militaire, ne correspond plus à une division au sens tactique du terme, pris le nom de corps d'armée le 8 mars 1957. Fin 1958, le corps d'armée d'Oran est divisé en quatre zones :
- zone Ouest Oranais (ZOO), avec la 12e division d'infanterie (PC à Tlemcen),
- zone Centre Oranais (ZCO), avec la 29e division d'infanterie (PC à Misserghin) et la 13e division d'infanterie (PC à Sidi Bel Abbès),
- zone Nord Oranais (ZNO), avec la 5e division blindée (PC à Mostaganem),
- zone Sud Oranais (ZSO), avec la 4e division d'infanterie motorisée (PC à Tiaret),
- subdivision autonome de Mécheria (SAM),
- groupe aérien tactique (GATAC) no 2 de l'armée de l'Air[18].

Après la putsch des généraux, la 1re brigade d'intervention est créée le 30 avril 1961 pour être rattachée au corps d'armée.
En juillet 1962, le corps d'armée d'Alger (12e, 13e et 29e DI, 4e DIM et groupement autonome d'Oran) prend le nom de 24e corps d'armée. Le 24e corps d'armée devient le 1er janvier 1963 la 2e division, PC à Oran puis Arzew et trois brigades, 41e à Mostaganem, 42e à Oran et 43e à Mers el-Kébir. La 51e brigade, de Colomb-Béchar, lui est rattachée du 30 avril 1963 à sa dissolution le 29 février 1964. La 20e division est dissoute le 20 juin 1964.

## Chefs de corps

### Division d'Oran
- 1838 : général Guéhéneuc
- 1860 - 1869 : général Deligny
- 1884 - 1893 : général Détrie
- 1897 : général de Ganay
- 1901 : général Risbourg
- 1903 - 1906 : général Herson
- 1908 : général Lyautey
- 1934 - 1936 : général Giraud
- 1936 - 1939 : général Poupinel
- 1940 : général Gibert
- 1940 - 1942 : général Charbonneau
- 1942 - 1943 : général Robert Boisseau[6]
- 1948 : général Cherrière[23]
- 1951 : général Lorillot[24]
- 1956 : général Gambiez[25]

### Corps d'armée d'Oran
- 1959 : général Gambiez[26]
- 1960 : général de Pouilly[27]
  - 1961 : général Perotat (nommé par les putschistes pendant l'arrestation du général de Pouilly)[28]
- 1961 : général Cantarel[29]
- 1961 - 1962 : général Ginestet[29]
- 1962 : général Katz (intérim)[30]
- 1962 : général de Belenet[30]

## Sources et bibliographie
- Thierry Sarmant, Philippe Schillinger et Michel Hardy, Inventaire de la série H, sous-série 1 H1091-4881 : Algérie 1945-1967, t. I : Introduction générale, Château de Vincennes, Service historique de l'Armée de terre, 2000 (ISBN 2-86323-129-4, ISSN 1269-7397, lire en ligne).